# Pertek
Pertek là một huyện thuộc tỉnh Tunceli, Thổ Nhĩ Kỳ. Huyện có diện tích 945 km² và dân số thời điểm năm 2007 là 11869 người, mật độ 13 người/km².